# Ерёменко, Рудольф Алексеевич
Рудо́льф Алексе́евич Ерёменко (8 июля 1934, Ленинград — 18 января 2021) — советский, российский и немецкий русскоязычный писатель, сценарист, драматург, журналист, колумнист. Основатель (2009) и первый председатель (2009—2011) Содружества русскоязычных литераторов Германии (СЛоГ).

## Биография
Рудольф Ерёменко родился 8 июля 1934 года в Ленинграде. В детстве пережил блокаду Ленинграда. Жил в Ленинграде вплоть до иммиграции в Германию.
После окончания школы поступил в медицинский институт, одновременно занимаясь литературной деятельностью: писал юмористические обозрения, капустники, сатирические сценки. По первому образованию — врач, кандидат медицинских наук. После окончания института почти десять лет был врачом футбольного клуба «Зенит». Очерк Ерёменко об этом периоде его жизни был назван «Лучшим спортивным очерком года».
После окончания Ленинградского государственного института культуры имени Н. К. Крупской остался в нём преподавать, организовал в институте курсы «Основы журналистики» и «Сценарно-режиссёрские основы организации досуга», получил звание кандидат педагогических наук, стал доцентом и приват-профессором.
Автор сценариев более чем сорока театрализованных праздников и представлений, праздников городов, шоу-программ известных артистов, включая программу Аллы Пугачёвой. По собственному утверждению, должен был стать автором последней программы Аркадия Райкина, которая не состоялась из-за смерти Райкина. Спектакли по пьесам Ерёменко ставились в театрах Ленинграда, Норильска, Волгограда, Новосибирска и других советских городов. Автор эстрадных сатирических и юмористических миниатюр для артистов разговорного жанра. Автор сборников юмористических и сатирических размышлений.
Колумнист газет «Русская Германия», «Русский Берлин», «Рейнская газета», в которых вёл постоянную рубрику «Комментарии из-за угла». Автор двух мемуарных книг: «Тут и там» и «Комментарии из-за угла».
Жил в Потсдаме. Умер 8 июля 2021 года.

## Участие в творческих и общественных организациях
- Член Союза литераторов России[2]
- Член Союза концертных деятелей России[2]
- Основатель (2009), первый председатель (2009—2011), член (2009—2021) Содружества русскоязычных литераторов Германии (СЛоГ)[5]

## Награды и премии
- Лауреат Всесоюзного конкурса драматургов эстрады (за миниатюру «Мужчины»)[2]

## Фильмография (сценарист)
- Невские мелодии
- Золотой король (1979, телефильм)
- Конёк-горбунок (1986, фильм-спектакль)
- Планета новогодних ёлок (1987, фильм-спектакль)
- А король-то голый (1992, фильм-спектакль)

## Комментарии
1. ↑  По другой информации, после окончания «Высших культурно-просветительных курсов»[2].
2. ↑  Сообщено председателем Содружества русскоязычных литераторов Германии (СЛоГ) Дмитрием Драгилёвым 28 октября 2024 года.